# Hegarmanah (Bayongbong)
Hegarmanah is een bestuurslaag in het regentschap Garut van de provincie West-Java, Indonesië. Hegarmanah telt 4083 inwoners (volkstelling 2010).